# كفر الجلابطة
كفر الجلابطة إحدى قرى مركز الشهداء التابع لمحافظة المنوفية في جمهورية مصر العربية.

## السكان
بلغ عدد سكان كفر الجلابطة 4,818 نسمة، حسب الإحصاء الرسمي لعام 2006.